# Тимьян днепровский
Тимья́н (чабре́ц) днепро́вский (лат. Thymus borysthenicus) — вид двудольных растений рода Тимьян (Thymus) семейства Яснотковые (Lamiaceae). Впервые описан украинскими ботаниками Михаилом Васильевичем Клоковым и Натальей Алексеевной Десятовой-Шостенко в 1927 году.

## Распространение и среда обитания
Эндемик Украины. Обычен для низовий реки Днепр. Типовой экземпляр собран в Нижнем Днепре, в местности Казачьи Лагери.
Произрастает на песчаных участках. Распространён в заказнике Берёзовые колки.

## Ботаническое описание
Хамефит.
Кустарник.
Стебли относительно короткие, крепкие; цветущие ветви опушённые.
Листья узколинейно-игольчатые, сидячие, поверхность голая.
Соцветие головчатое, плотное. Цветок с чашечкой колокольчатой формы, как правило сиреневого или тёмно-сиреневого цвета, голой сверху и слегка опушённой снизу; венчик цветка ярко-сиреневый.
Плод — мелкий широко-эллипсоидный орешек.
Цветение и плодоношение[уточнить] с июня по август.

## Значение
Выращивается как декоративное растение.

## Охранный статус
Занесён в Красную книгу Херсонской области Украины.